# Kabarettherbst Biberach

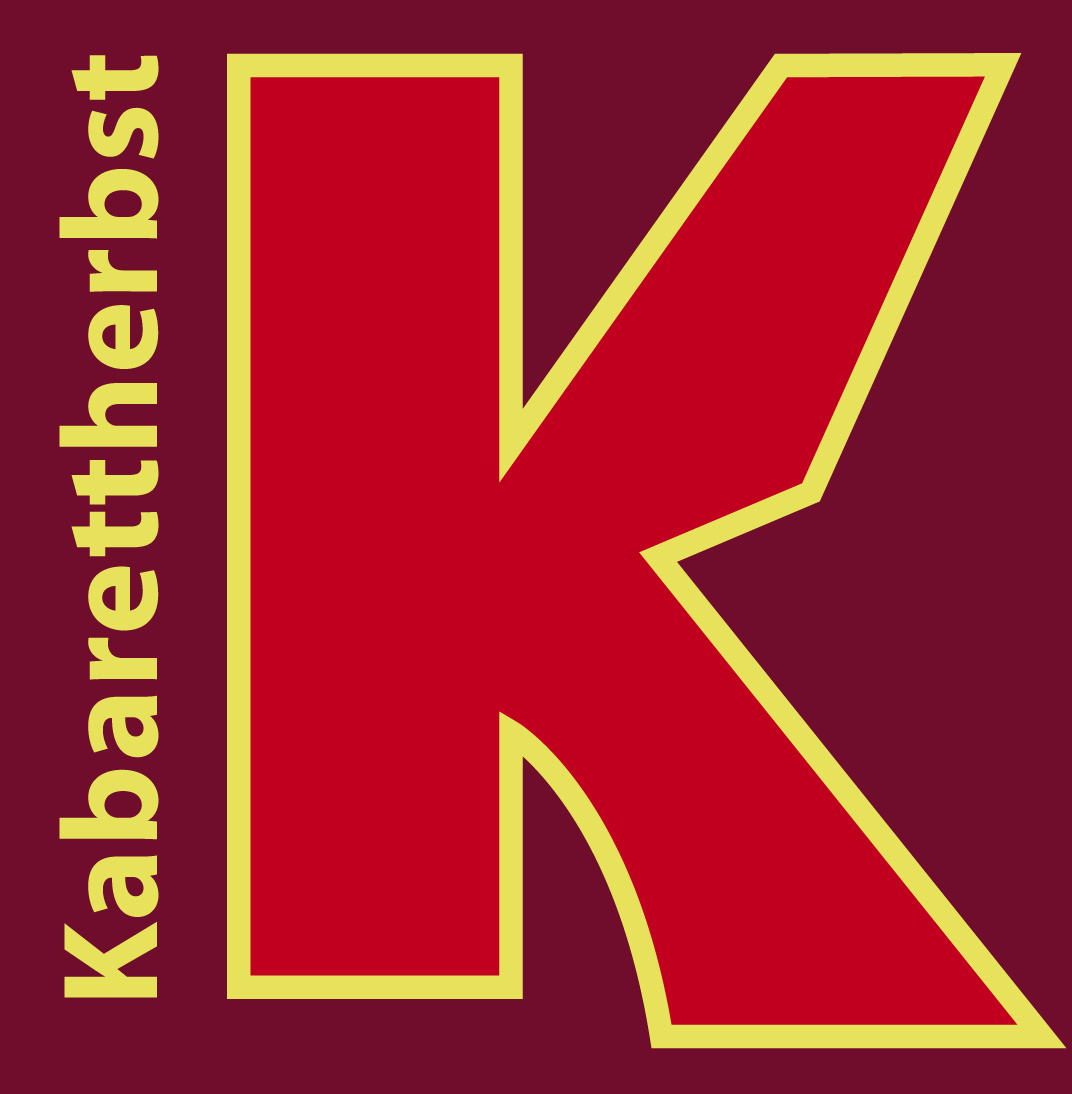
Das Logo des Kabarettherbst Biberach

Der Kabarettherbst Biberach war eine Kleinkunstreihe in Biberach an der Riß.

## Entwicklung
Der Kabarettherbst wurde am 22. November 1993 gegründet und findet jährlich in den Monaten Oktober und November statt. Veranstaltungsorte waren die Stadthalle Biberach, das Komödienhaus, die Gigelberghalle und die Kulturhalle Abdera.
Aufgetreten sind bisher national und international bekannte Künstler. Neben den etablierten Größen der Kabarettszene wurde auch Nachwuchskabarettisten eine Auftrittsmöglichkeit geboten.
Im Jahr 2024 wurde von der Stadt Biberach die Einstellung des Kabarettherbstes bekannt gegeben.

## Bekannte Künstler
- Willy Astor
- Django Asül
- Stephan Bauer
- Fatih Çevikkollu
- Steffen Möller
- Günter Grünwald
- Sascha Grammel
- Joesi Prokopetz
- Christoph Sonntag
- Robert Kreis
- Gerd Dudenhöffer
- Vince Ebert
- FaberhaftGuth
- Ottfried Fischer
- Hämmerle & Leibssle
- Bruno Jonas
- Kurt Krömer
- Andreas Müller
- Gerhard Polt
- Emil Steinberger[2]
- Night Wash
- Martina Schwarzmann
- Michael Krebs[3]
- Sissi Perlinger
- Emmanuel Peterfalvi (Alfons).